# Privatleasing
Privatleasing är en form av billeasing där en privatperson hyr en bil under en avtalad tidsperiod; i Sverige är 36 månader det vanligaste.
I Sverige stod privatleasing 2009 för 3 % av köpen för privatpersoner. Andelen hade 2016 ökat så att privatleasing i förhållande till totala privata bilköp uppgick till 29 %.
En fördel med privatleasing är att kunden får en fast månadskostnad, vilket kan anses innebära bekvämlighet och minskad risk för kunden. Nackdelar kan vara en hög kostnad för att avbryta avtalet i förtid liksom avgifter för eventuellt onormalt slitage, där bilföretaget kan ha ensamrätt att avgöra vad som är normalt slitage. Det företag som erbjuder privatleasing har egna kostnader och avkastningskrav, vilket finansieras av kunden.